# ایکو اونزواوا
ایکو اونزواوا (انگلیسی: Aiko Onozawa؛ زادهٔ ۱۹ اوت ۱۹۴۵) ورزشکار والیبال اهل ژاپن است.
وی در مسابقات کشوری و بین‌المللی در مجموع برندهٔ ۱ مدال نقره شده‌است.